# Lina Ben Mhenni
Lina Ben Mhenni (àrab: لينا بن مهني, Līnā ibn Mhannī) (Tunis, 22 de maig de 1983 - 27 de gener de 2020) va ser una activista tunisiana a internet, bloguera i professora adjunta de lingüística a la Universitat de Tunis.

## Activisme
Des que va començar la revolució tunisiana, Ben Mhenni ha seguit exercint un paper destacat entre els bloguers de Tunísia i els activistes de la democràcia, parlant contra la contínua corrupció del règim tunisià, contra el «doble discurs» d'Ennahda i exigint l'alliberament d'Alaa Abdel-Fatah després de la seva detenció a l'octubre de 2011. En un editorial de la CNN, va escriure que el seu activisme després del derrocament de Ben Ali la va portar a rebre amenaces de mort i que va requerir una estreta protecció de la policia.
El 2011, Ben Mhenni va ser candidata al Premi Nobel de la Pau per les seves contribucions i activisme durant la Revolució Tunisiana.
Ben Mhenni ha afirmat que la revolució de Tunísia «no es pot anomenar una revolució a internet», i insisteix que la revolució contra Ben Ali es va lliurar «a terra» a través de manifestacions i resistències.

### Blog
Lina Ben Mhenni ha estat guardonada amb el Premi Internacional de Blogs de Deutsche Welle i el Premi Internacional de Periodisme d'El Mundo.
El blog de Ben Mhenni, A Tunisian Girl, està escrit en àrab, anglès i francès. Durant el mandat de l'expresident tunisià Zine El Abidine Ben Ali, Ben Mhenni va ser un dels pocs bloguers que va utilitzar el seu nom real en comptes d'adoptar un pseudònim per protegir la seva identitat. El seu blog, així com els seus comptes de Facebook i Twitter, van ser censurats sota el règim de Ben Ali.
Ben Mhenni va començar a publicar fotos i vídeos de les protestes dels ferits a tot Tunísia. En un esforç per fer responsable el govern de les seves accions i les persones que van resultar ferides en aquests aixecaments, va visitar els hospitals locals i va fer fotos de les víctimes de la policia.
A part del seu blog no ha deixat de publicar en diferents mitjans sobre la situació a Tunísia.

### Revolució tunisiana
El gener de 2011, va cobrir les primeres setmanes de la revolució tunisiana de la governació de Sidi Bouzid a l'interior del país. Ben Mhenni va ser l'única bloguera, home o dona, present a les ciutats de Kasserine i Regueb quan les forces governamentals van massacrar i van eliminar els manifestants de la regió. Els seus informes i publicacions van proporcionar informació no censurada a altres activistes tunisians i als mitjans de comunicació internacionals.

## Vida personal
Els pares de Ben Mhenni van ser activistes; el seu pare, Sadok, va ser un pres polític, i la seva mare Emna era part del moviment sindical estudiantil. Ben Mhenni era una pacient de Lupus, i el 2007 va rebre un trasplantament renal. En 2007 i 2009 va participar en els Jocs Mundials de Trasplantaments, guanyant diverses medalles.